# Seeing Double
Seeing Double er en amerikansk stumfilm fra 1913 af Wilfrid North.

## Medvirkende
- John Bunny som Binks.
- Edna Nash.
- Alice Nash.
- Rose Tapley som Mrs. Binks.
- Frank Mason.